# خوان كاستيلانوس
خوان كاستيلانوس (بالإسبانية: Juan Castellanos) هو لاعب كرة قدم فنزويلي، ولد في 7 يناير 1975. شارك مع منتخب فنزويلا لكرة القدم. أما مع النوادي، فقد لعب مع نادي كارابوبو.

## وصلات خارجية
- خوان كاستيلانوس على موقع ناشيونال فوتبول تيمز (الإنجليزية)